# Махчаев, Супьян Адамович
Супьян Адамович Махчаев (Мохчаев) (род. 18 июня 1954,  с. Петровка, Молотовский район, Целинаградская область, Казахская ССР, СССР) — чеченский политический деятель. Исполняющий обязанности главы администрации Грозного с февраля по июль 2000. Глава администрации Урус-Мартановского района с 1996 по ? и с июня 2005 по 2012.

## Биография
В 1973 году проходил службу в рядах Советской армии в Венгрии.
С 1971 по 1982 — оператор 2-го и 3-го разряда автозаправочной станции «Грознефтехимпром».
С 1982 по 1995 — специалист 1-й категории отдела строительства и ЖКХ в Управлении делами Совета министров Чечено-Ингушской АССР.
В 1991 году окончил Чечено-Ингушский государственный университет имени Л. Н. Толстого по специальности «историк».
С 1995 по 1996 — заместителем главы администрации Заводского района Грозного.
В 1996 году Махчаев занимал должность главы администрации Урус-Мартановского района. Во время работы на этой должности в результате покушения боевиков получил несколько огнестрельных ранений.
В феврале 2000 года, после того как город попал под контроль федеральных войск, Махчаев был назначен мэром Грозного.
30 мая того же года автомобиль, в котором ехали Супьян Махчаев, его помощница Нурседа Хабусеева и заместитель полпреда правительства России в Чечне Сергей Зверев, подорвался на радиоуправляемом фугасе. В результате теракта спутники Махчаева погибли, а сам был тяжёло ранен. Охране удалось отбить атаку боевиков. Раненного мэра спецрейсом привезли на лечение в Москву.
24 июня того же года во время спецоперации Северо-Кавказского РУБОПа арестовали одного из участников покушения Майрбека Вараева. В апреле 2001 года в Ростовском областном суде проходили слушания по делу об этом покушении. Обвиняемым по этому делу проходил Майрбек Вараев.
16 июля 2000 года на трассе Грозный — Урус-Мартан во время закладки фугаса, на котором планировалось подорвать Махчаева, была задержана группа террористов. В том же году 12 августа была предотвращена ещё одна попытка покушения против Махчаева.
С июля 2000 года, после оставления поста мэра, Махчаев работал советником полномочного представителя президента России в Южном федеральном округе генерала Виктора Казанцева.
В апреле 2002 года по распоряжению мэра Грозного Олега Жидкова Махчаев занял пост вице-мэра. В его компетенцию были включены вопросы взаимодействия с силовыми структурами.
В июне 2005 года вновь был назначен на должность главы администрации Урус-Мартановского района, сменив на этом посту Ширвани Ясаева.
В 2005 году окончил юридический факультет Чеченского государственного университета по специальности «юрист».
С июня по сентябрь 2013 — заместитель министра территориального развития, национальной политики и массовых коммуникаций Чеченской Республики.
8 сентября 2013 избран депутатом Парламента Чеченской Республики III созыва.